# Representações culturais de Matilde de Inglaterra

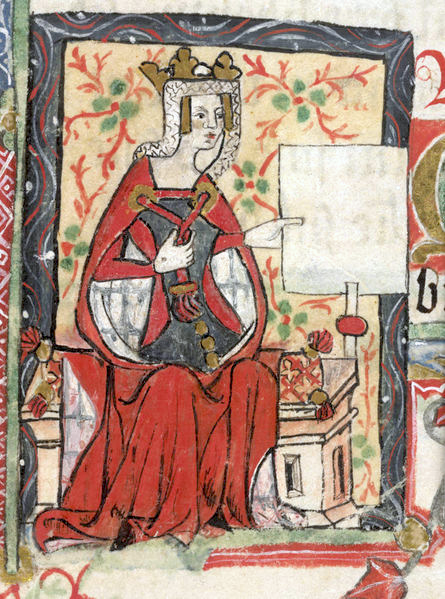
Matilde de Inglaterra

Matilde de Inglaterra, foi uma princesa de Inglaterra como a filha do rei Henrique I de Inglaterra, filho de Guilherme, o Conquistador e de Matilde de Flandres. Foi imperatriz consorte do Sacro Império Romano-Germânico como esposa de Henrique V.
Seu irmão, o herdeiro do trono inglês, Guilherme Adelino, morreu no trágico naufrágio do Barco Branco em 25 de novembro de 1120, o que fez de Matilde a nova herdeira. Apesar de o rei Henrique I, para garantir a sucessão, ter feito os nobres do reino jurarem fidelidade a ela quando chegasse a sua vez de governar, um deles, primo de Matilde, Estêvão de Blois, Conde de Bolonha, tomou o trono imediatamente após a morte do monarca. Tal ato, mais tarde, veio a resultar no período conhecido como A Anarquia, marcado pelos conflitos entre Matilde e Estêvão, com a vitória do último.
Apesar da derrota da mãe, o filho e herdeiro de Matilde, Henrique FitzEmpress, conseguiu que Estêvão o reconhecesse como o seu herdeiro, através do Tratado de Wallingford, de 1153.
Em 1154, quando ele ascendeu ao trono como Henrique II de Inglaterra, tornou-se o primeiro rei da Dinastia Plantageneta, fundada por Matilde e seu segundo marido, Godofredo V, Conde de Anjou.

## Ficção histórica
Na literatura, ela aparece no contexto da guerra civil:
- The Earl (1971), de Cecelia Holland;
- The Villains of the Piece (1972), de Graham Shelby;
- A Proud Taste for Scarlet and Miniver  (1973), de E. L. Konigsburg;
- The Passionate Enemies (1976), de Eleanor Burford, como o terceiro livro da trilogia normanda;
- The Cadfael Chronicles (1977 a 1994), de Edith Pargeter, sob o pseudônimo de Ellis Peters;
- Os Pilares da Terra (1989), de Ken Follett;
- The Fatal Crown (1991), de Ellen Jones;
- When Christ and His Saints Slept (1995), de Sharon Kay Penman, sobre os eventos antes, durante e depois da Anarquia;
- The Forgotten Queen (1997), de Haley Elizabeth Garwood;
- Lady of the English (2012), de Elizabeth Chadwick.

## Cinema, televisão e teatro
- A canadense Alison Pill, fez o papel de Matilde na minissérie Os Pilares da Terra (2010), adaptação do livro de mesmo nome;
- Aparece na peça Becket, de Jean Anouilh (1959);
- Martita Hunt a interpretou no filme Becket (1964), a adaptação da peça de 1959;
- Brenda Bruce a representou em dois episódios da série da BBC, The Devil's Crown (1978).